# Family office

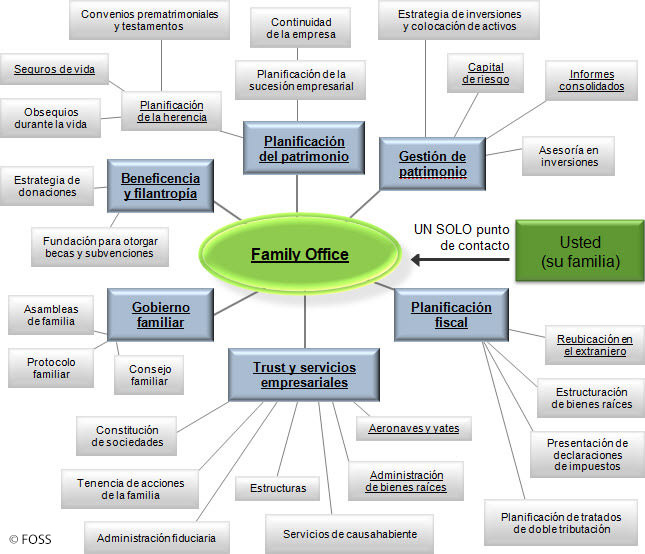
Los servicios de una family office multifamiliar

Family office (en español «oficinas [de gestión] de patrimonios familiares») se define como las plataformas de inversión dedicadas a llevar íntegramente los grandes patrimonios: las inversiones financieras, inmobiliarias y empresariales, la fiscalidad, la sucesión, la planificación global, etc. Son los encargados de gestionar el patrimonio de un único grupo familiar con elevado patrimonio, generalmente mayor a 100 millones de dólares americanos. 
El concepto tradicional de family office (FO) se centra en un negocio dirigido por y para una sola familia. Su principal función consiste en centralizar la gestión de un patrimonio familiar significativo. El objetivo es la transferencia del patrimonio entre generaciones.
Los objetivos principales de contar con una plataforma de inversión family office son los siguientes:
- Protección del Patrimonio
  - Análisis e implementación de la estructura patrimonial
  - Costes y divisa de referencia
  - Planificación sucesoria

- Crecimiento del Patrimonio
  - Perfil de riesgo
  - Asignación de activos
  - Selección de gestores
  - Gestión y seguimiento.

También hay family oficinas multifamiliares. Las family offices multifamiliares invierten o supervisan.
La primera family office fue DuPont, tras la muerte de su fundador Éleuthère Irénée du Pont de Nemours en 1834, fue concebida como una especie de family office, donde sus tres hijos compartían la responsabilidad de dirigir la fábrica de pólvora de su difunto padre.